# Josef Svoboda (morderca)
Josef Svoboda (ur. 1 listopada 1923 we Vlčicach, zm. 28 lutego 1967 w kamieniołomie Hadberg koło Skorošic) – czeski (czechosłowacki) seryjny zabójca, pierwszy i jedyny w historii państwa morderca siedmiu osób w ciągu jednej nocy (Václav Mrázek zabił tyle samo ofiar, ale jego działalność trwała kilka lat). Współcześnie jego sprawa szeroko opisywana była przez media w Czechosłowacji. 

## Życiorys
Jego rodzicami byli Jan Svoboda (ur. 1897) i Maria z domu Zovčákova (ur. 1896). Rodzina zamieszkiwała we wsi Vlčice, w kraju ołomunieckim. Uczył się słabo, w końcu II wojny światowej przyuczył się do zawodu i pracował jako robotnik w różnych zakładach. Miał kilka postępowań dyscyplinarnych. Prawdopodobnie nie pił alkoholu, natomiast miał choleryczne usposobienie i był nieopanowany w gniewie. Swoje problemy odreagowywał na rodzinie, zwłaszcza na żonie. W miarę upływu czasu stawał się coraz bardziej uciążliwy, a jego ataki gniewu występowały niemal codziennie. Od końca lat 50. XX wieku stał się niebezpieczny dla całej wsi, grożąc współmieszkańcom siekierą w najbłahszych sprawach. Twierdził, że cały świat go nienawidzi.  
W 1948 poznał Drahomirę Furmánkovą, która zakochała się w nim bezkrytycznie i mimo przestróg rodziny zdecydowanie niechętnej ślubowi, wyszła za niego za mąż. W 1949 urodził się ich pierwszy syn, Pepík (Józef). Po kilku miesiącach zadowalającego współżycia, stosunki rodzinne uległy pogorszeniu. Josef stał się natarczywy seksualnie, domagając się współżycia codziennie, co czynił m.in. siłą i biciem. Jego nastroje były skrajnie różne, po zastosowaniu przemocy często przepraszał, a nawet rzucał się żonie do nóg. Punktem zwrotnym małżeństwa było odkrycie w 1951 przez Drahomirę, że mąż zataił przed nią, iż jest chory na gruźlicę. Wówczas postanowiła się z nim rozwieść, jednak do tego nie doszło, ponieważ w 1952 urodził się ich drugi syn, Karel i sprawa uległa odłożeniu. Mimo bicia i poniżania Drahomira urodziła jeszcze czwórkę dzieci: Zdenka (1954), Elenę (1955), Ludka (1956) i Libušę (1958). Ojciec traktował je tak samo jak żonę, a jego nienawiść do potomstwa rosła w miarę tego, jak z czasem stawały po stronie matki. Częstokroć bił dzieci bez żadnego powodu. Drahomira starała się je jak najlepiej wychować, mimo nędzy i przemocy. Dzieci czuły związek z matką i bardzo dobrze się uczyły. 
Z końcem lat 50. XX wieku Josef stracił całkowicie panowanie nad własnymi emocjami. Cała wieś odwróciła się od niego. Przeprowadzał się więc kilkakrotnie wraz z rodziną, ponieważ w każdej kolejnej wsi z czasem był znienawidzony. Z czasem zaczął używać przemocy seksualnej w stosunku do młodych kobiet i w 1960 skazano go na dwa lata więzienia za gwałt. Po powrocie do domu stał się jeszcze bardziej niebezpieczny. W 1965 tak pobił małżonkę, że trafiła ona na oddział chirurgiczny jesionickiego szpitala. W 1966 za gwałt na siostrze żony, Vladěnie Furmánkovej został znów skazany na rok więzienia. W tym czasie rodzina mieszkała w Jesioniku-Bukovicach, pod numerem 34, a Josef pracował jako traktorzysta w lokalnym zakładzie drzewnym. Narósł wówczas poważny konflikt z najstarszym synem, który miał już dość sił, by mu się przeciwstawiać. 
W tym samym roku Drahomira złożyła w miejscowym sądzie pozew o rozwód i wyprowadziła się do rodziców zamieszkałych we wsi Dolní Les, położonej niedaleko polskiej granicy. Sprawa rozwodowa miała się odbyć w Jesioniku 28 lutego 1967.   

## Zabójstwa

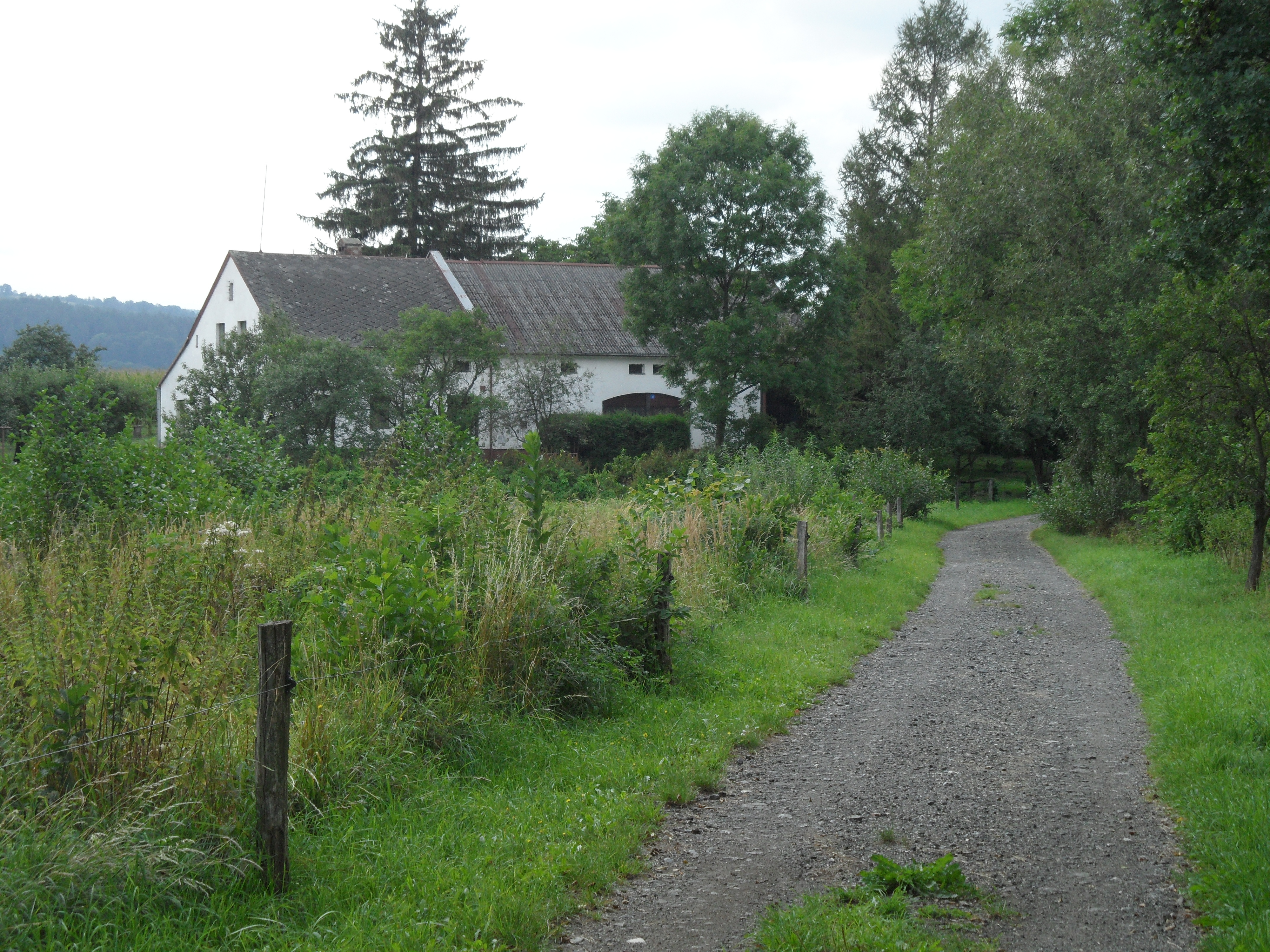
Osada Dolní Les, arena zdarzeń

27 lutego 1967 Svoboda przybył do Dolnigo Lesu pod dom, w którym mieszkała Drahomira używając dzieci, pozostałych u niego jako szantażu. Nic nie osiągnął. Żona nie wyszła z domu i po godzinie wrócił do Jesionka. Wieczorem i w nocy jego nastrój znacząco się pogorszył, a w końcu wybuchł. O godzinie 1:30 wszedł z siekierą do sypialni synów. Pierwszego zabił we śnie Józefa, ponieważ zakładał, że ten może się mu skutecznie przeciwstawić. Miał już prawie 18 lat, pracował jako robotnik i był tak silny, jak on sam. Zginął od jednego ciosu siekierą w głowę. Karla i Ludka zabił również we śnie, obaj nie zdążyli się przebudzić przed śmiercią. Tylko Zdenek próbował się obronić i jako jedyny miał ślad siekiery nie tylko na głowie, ale i na ręce. Zginął jako ostatni z tej czwórki. Po dokonaniu zbrodni Josef opuścił mieszkanie, gdyż uważał, że zemsta nie dobiegła końca. Podczas nocnego spaceru napotkał znajomego policjanta, który doskonale znał jego kartotekę, ale po krótkiej wymianie zdań funkcjonariusz poszedł dalej.    
Josef dotarł do swojego zakładu pracy, skąd wyjechał traktorem do Vlčic, ale z uwagi na awarię nie dojechał nim do celu. Ostatni odcinek do Dolnigo Lesu przeszedł piechotą. Była godzina 5:00 i charakterystyczny huk motoru usłyszała Vladěna, szykująca się do pracy. W obawie przed ponownym gwałtem poprosiła siostrę o odprowadzenie na przystanek autobusowy. Drahomira eskortowała siostrę, która odjechała autobusem. Drahomira nie zauważyła niczego niepokojącego, traktora nie znalazła (stał w innej części wsi i nie był dla niej widoczny), w związku z czym wróciła do domu i poszła spać. Czuwała tylko jej matka.    
Wkrótce pod domem pojawił się Svoboda z siekierą w dłoni. Rozbił nią drzwi i dostał się do środka. Za drzwiami zaatakował teściową i ciężko ją ranił. Matka Drahomiry przed upadkiem zdążyła ostrzec krzykiem pozostałych mieszkańców. Krzyk usłyszał jako pierwszy jej mąż, 64-letni Jindřich Furmanek, który wbiegł do przedpokoju i natychmiast otrzymał cios siekierą. Drahomira słysząc przebieg akcji wyskoczyła przez okno i pobiegła ku domowi najbliższych sąsiadów, Honajzrów. Svoboda jednak doganiał ją, w związku z czym wstrzymała się i powróciła z nim do domu w milczeniu, spodziewając się bicia. Na miejscu zastała leżącego ojca i zakrwawioną matkę. Morderca stwierdził, że podobny los czeka i ją. Przebudzone już córki rzuciły się w obronie matki w ostatniej chwili, kiedy Josef wziął już zamach siekierą. Cios dotknął więc nie Drahomirę, lecz ośmioletnią Libušę, ciężko ją raniąc. Rozpoczęła się wtedy walka w obronie drugiej córki (Eleny) i Drahomirze udało się wyrwać mężowi siekierę. Elena wraz z poważnie ranną babcią uciekły w tym czasie do sąsiadów, a Drahomira wbiegła na piętro, stamtąd przedostała się na dach i ukryła za kominem. Zabójca poniechał pościgu i zszedł na dół.     
Elena dobiegła do sąsiadów, dalszej rodziny o nazwisku Cuhrovi. Siedemnastoletnia Anička Cuhrová cofnęła się do domu Furmánków, ale w budynku od razu spotkała Josefa, który jednym uderzeniem siekiery ciężko ją zranił. Na podwórzu zjawił się w tym czasie kolejny sąsiad, Alexander Rajm, zawiadomiony przez teściową Svobody. Został przez niego obrzucany dachówkami, w związku z czym wsiadł na motocykl i pojechał po policję na pomoc. Tymczasem Elena powróciła do domu i ukryła się pod pościelą, ale ojciec ją tam znalazł. Nie zabił jej, nakazał jednak pomóc sobie wejść na dach, by dopaść małżonkę. W trakcie zbliżania się do komina spadł jednak na ziemię, gdyż jedna z przegniłych krokwi załamała się pod jego ciężarem. Upadek otrzeźwił go, zaczął odczuwać litość i już nie cofał się po Elenę. Wybiegł na pole i skierował się do leżącego obok stawu rybnego (Dolnoleský rybník). Cały czas dzierżąc siekierę wszedł do niego po kolana. Potem pobiegł dalej.    
Policja przybyła na miejsce zdarzenia o godzinie 8:00, po ambulansie pogotowia. Funkcjonariusze ostrożnie spenetrowali dom, ale nie zastali Svobody. Pomogli zejść Drahomirze z dachu. Karetka zabrała rannych do szpitala. Policjanci z Žulovej, Javornika i Šumperku zamknęli szosy. Pies policyjny podjął trop i odnalazł ciało Svobody na terenie kamieniołomu Hadberg w okolicach Skorošic. Później ustalono, że początkowo próbował się bezskutecznie zabić siekierą (zadał sobie nią osiem ciosów), a następnie skoczył ze skałki w kamieniołomie. Rozbity zegarek wskazał dokładną godzinę śmierci: 10:56. Odkryto również zamordowanych synów zabójcy. Ich pogrzeb miał miejsce 3 marca 1967 w Jesioniku. W szpitalu ratowano pozostałych rannych, ale troje z nich zmarło: 2 marca Jindřich Furmanek, a 4 marca Libuša Svobodova oraz Anička Cuhrová.